# Herbert Roper Barrett

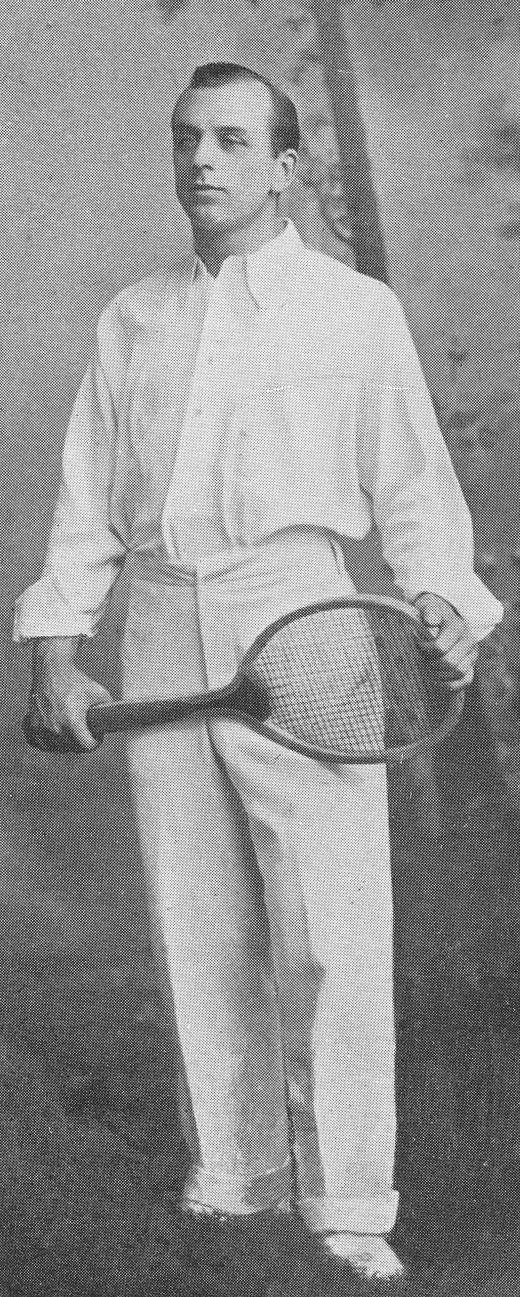
Herbert Roper Barrett

Herbert Roper Barrett, född 24 november 1873 i Upton i West Ham i Newham, London, död 27 juli 1943 i Horsham, West Sussex, var en brittisk tennisspelare.

## Tenniskarriären
Herbert Roper Barrett deltog med framgång i Wimbledonmästerskapen åren omkring 1910. Han nådde vid 2 tillfällen singelfinalen i the All Comers Round men förlorade dessa mot Arthur Gore (1908, 3-6, 2-6, 6-4, 6-3, 4-6) och majoren Josiah Ritchie (1909, 2-6, 3-6, 6-4, 4-6). År 1911 nådde han the Challenge Round som han förlorade mot Anthony Wilding (4-6, 6-4, 6-2, 2-6, uppgivet).
Herrdubbeltiteln i Wimbledonmästerskapen vann Roper Barrett 3 gånger, 1909 tillsammans med Arthur Gore och 1912 och 1913 tillsammans med landsmannen Charles Percy Dixon. 
Roper Barrett vann guld i Olympiska sommarspelen 1908 i inomhusdubbel tillsammans med Arthur Gore. Han vann singeltiteln i Saxmundhams (Suffolk) Championships 17 gånger 1898-1921.
Roper Barrett deltog i det allra första brittiska Davis Cup-laget som 1900 mötte ett amerikanskt lag i Boston i "stekande" sommarhetta. Barrett spelade i det mötet en match, dubbeln tillsammans med Ernest Black och förlorade matchen mot Dwight Davis/Holcombe Ward med 4-6, 4-6, 4-6. Britterna förlorade hela mötet med 0-3 i matcher. Han deltog i laget också 1907, 1912-14 och 1919. Totalt spelade han 10 matcher av vilka han vann 4. Han var icke spelande kapten för laget 1924-39.

## Spelaren och personen
Herbert Roper Barrett har beskrivits som en skicklig och energisk spelare. Han är känd för sin vana att uppträda i tennisturneringar under pseudonym som exempelvis A L Gydear, Mr. Player, Verne eller Dagger. 

## Grand Slam-titlar
- Wimbledonmästerskapen
  - Dubbel - 1909, 1912, 1913